# Бартер
Разменната търговия, известна още като бартер, е най-простата форма на търговия, при която стоките или услугите се разменят за известно количество други стоки или услуги, т.е. парите не се използват при размяната. Бартерът става популярен сред обществата, в които не съществуват парични системи, или в които парите са в много нестабилно положение, или просто липсват такива.
Неудобството при този вид търговия е, че тя зависи от взаимното съвпадение на необходимости. Преди размяната да бъде осъществена, необходимостите на един човек трябва да са отражение на тези на друг. Ако някой има излишък от овце, но се нуждае от брашно, то той трябва да намери някого с излишък от брашно и необходимост от повече овце. За да се преодолее проблемът със съвпадението се създали посредничества, където се складирало и търгувало с различни стоки.